# أندرسون روبيرتو دا سيلفا لويز
أندرسون روبيرتو دا سيلفا لويز (مواليد 1 فبراير 1978)، هو لاعب كرة قدم سابق كان يلعب كمهاجم.

## وصلات خارجية
- أندرسون روبيرتو دا سيلفا لويز على موقع رابطة كرة القدم اليابانية للمحترفين (اليابانية)
- أندرسون روبيرتو دا سيلفا لويز على موقع قاعدة بيانات كرة القدم.إي يو (الإنجليزية)
- أندرسون روبيرتو دا سيلفا لويز على موقع Soccerway.com (الإنجليزية)
- أندرسون روبيرتو دا سيلفا لويز على موقع عالم كرة القدم.نت (الإنجليزية)